# 北海道道27号北見津別線
北海道道27号北見津別線（ほっかいどうどう27ごう きたみつべつせん）は、北海道北見市と網走郡津別町を結ぶ道道（主要地方道）である。

## 概要

### 路線データ
- 起点：北海道北見市とん田東町（国道39号・北海道道7号北見常呂線交点）
- 終点：北海道網走郡津別町字本町（国道240号交点）
- 総延長：26.096 km[1]
- 実延長：26.063 km[1]
- 重用延長：0.033 km[1]

## 歴史
- 1954年（昭和29年）3月30日 - 49号として路線認定[2]。
- 1993年（平成5年）5月11日 - 建設省から、道道北見津別線が北見津別線として主要地方道に指定される[3]。
- 1994年（平成6年）10月1日 - 路線番号を27号に変更[4]。

## 路線状況

### 重複区間
- 北海道道50号北見置戸線：北見市とん田東町 - 北見市北上
- 北海道道682号二又北見線：網走郡津別町字最上

### 道路施設
主な橋梁
- 無加川橋（無加川 = 常呂川支流）= 北見市とん田東町 - 北見市錦町
- 新田橋（訓子府川 = 常呂川支流）= 北見市広明町 - 北見市北光
- 開成橋（常呂川）= 北見市北上 - 北見市開成
- 報国橋（タッコブ川 = 網走川支流）= 津別町字最上
- 山水橋（タッコブ川）= 津別町字最上
- 万代橋（タッコブ川）= 津別町字最上
- 竹浦橋（タッコブ川）= 津別町字最上
- 遠媚橋（網走川）= 津別町字最上

### 主な峠
- 開成峠 = 北見市開成 - 津別町字最上

## 地理

### 通過する自治体
- オホーツク総合振興局
  - 北見市
  - 網走郡津別町

### 交差する道路
北見市
- 国道39号 - とん田東町（起点）

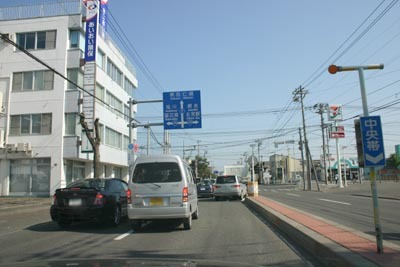
国道39号（大雪大通）に交差する「とん田東町379」交差点の手前にて 北方向を撮影 2008年6月

- 北海道道7号北見常呂線 - とん田東町（起点）
- 北海道道943号北見環状線 - 錦町
- 北海道道261号置戸福野北見線 - 錦町
- E61 十勝オホーツク自動車道（北見道路）北見北上IC - 北上
- 北海道道50号北見置戸線 - 北上

津別町
- 北海道道682号二又北見線 - 最上
- 国道240号 - 本町（終点）

### 沿線にある施設など
北見市
- 野付牛自動車学校
- 北海道立北見高等技術専門学院
- 北見信用金庫北光支店
- 北見北光郵便局
- 北海道糖業 北見製糖所